# Troféu HQ Mix de melhor web tira
Web tira é uma das categorias do Troféu HQ Mix, premiação brasileira dedicada aos quadrinhos que é realizada pela Associação dos Cartunistas do Brasil (ACB) e pelo Instituto do Memorial das Artes Gráficas do Brasil (IMAG) desde 1989.

## História
Em 2008, foi criada a categoria "Web quadrinhos", englobando tanto quadrinhos digitais distribuídos pela internet quanto tiras cômicas online. Em 2012, as tiras cômicas passaram a fazer parte da categoria "Web tira".
Os vencedores são escolhidos por votação entre profissionais da área (roteiristas, desenhistas, jornalistas, editores, pesquisadores etc.) a partir de uma lista de sete indicados elaborada pela comissão organizadora do evento, com exceção de 2010, em que o vencedor foi eleito diretamente pela comissão e pelo júri especial. A partir de 2013, a lista de indicados passou a ser definidas após inscrições prévias enviadas por e-mail para os organizadores.

## Vencedores e indicados
| Ano  | Tira                                       | Autor                                      | URL                                                       | Outros indicados | Notas         |
| ---- | ------------------------------------------ | ------------------------------------------ | --------------------------------------------------------- | --- | ------------- |
| 2012 | Um Sábado Qualquer                         | Carlos Ruas                                | Link                                                      | - A Vida com Logan, por Flávio F. Soares - Minha Talentosa Mão Direita, por Gomez - Ryotiras, por Ryot - Malditos Designers, por Rômulo - Vida e Obra de Mim Mesmo, por Ricardo Coimbra - Will Tirando, por Will Leite | [ 2 ] [ 5 ]   |
| 2013 | Vida Besta                                 | Galvão                                     | Link                                                      | - A vida com Logan - A última quimera - As traumáticas aventuras do filho de Freud - Linha do trem - Overdose homeopática - Vi-venes - Willtirando | [ 6 ] [ 7 ]   |
| 2014 | Overdose Homeopática                       | Marco Oliveira                             | Link Arquivado em 2 de abril de 2017, no Wayback Machine. | - A Vida com Logan - As Traumáticas Aventuras do Filho do Freud - Coelho Nero - Mentirinhas - Última Quimera - Um Sábado Qualquer | [ 8 ] [ 9 ]   |
| 2015 | Will Tirando                               | Will Leite                                 | Link                                                      | - A Vida com Logan - Coelho Nero - Edibar - Mentirinhas - Um Sábado Qualquer - Última Quimera | [ 10 ] [ 11 ] |
| 2016 | Ryot IRAS                                  | Ryot                                       | Link                                                      | - barbadobardo.com.br - coelhonero.blogspot.com.br/ - facebook.com/edibardasilva - sopadesalsicha.tumblr.com - www.avidacomlogan.com.br - www.juniao.com.br/dona-isaura/ - www.umsabadoqualquer.com/ - www.willtirando.com.br/ - www.facebook.com/objetosinanimadoscartoon/ | [ 12 ] [ 13 ] |
| 2017 | Linha do Trem                              | Raphael Salimena                           | Link                                                      | - A VIDA COM LOGAN (www.avidacomlogan.com.br) - BARBA DO BARDO (barbadobardo.com.br) - DEPÓSITO DO WES (www.depositodowes.com) - GI & KIM, OS BEM CASADOS (giekim.com) - MANIFESTO DOS QUADRINHOS (www.facebook.com/manifestodosquadrinhos) - MENTIRINHAS (mentirinhas.com.br) - OBJETOS INANIMADOS (www.facebook.com/objetosinanimadoscartoon) - POMBO SUJO! TIRINHAS DE POMBOS E OUTROS BICHOS SEM JUIZO (www.pombosujo.com.br/pombo-sujo) - WILL TIRANDO (www.willtirando.com.br) | [ 14 ] [ 15 ] |
| 2018 | Will Tirando                               | Will Leite                                 | Link                                                      | - A vida com Logan (www.avidacomlogan.com.br) - Blue e os gatos (blueeosgatos.com.br) - Coelho Nero (coelhonero.blogspot.com) - Depósito do Wes (depositodowes.com) - Medo do Escuro (www.medodoescuro.com.br) - Mentirinhas (mentirinhas.com.br) - POV – Point of View (ladyscomics.com.br/point-of-view) - Razão vs Emoção (www.facebook.com/objetosinanimadoscartoon) - Samueldegois (www.facebook.com/samueldegois)                                                              | [ 16 ] [ 17 ] |
| 2019 | Will Tirando                               | Will Leite                                 | Link                                                      | - A Vida com Logan - Aliens of Camila - Corenstein - Devaneios - Medo do Escuro - Quadradinhas - Tê Rex - Téo & o Mini Mundo - Zoeirices | [ 18 ] [ 19 ] |
| 2020 | Tirinhas do Silva João Silva João          | Tirinhas do Silva João Silva João          | Tirinhas do Silva João Silva João                         | - A Vida e Outras Ansiedades (Rafaela Villela) - Astro Não Mia (Diogo Mendes) - Batatinha Fantasma (Carol Borges e Filipe Remedios) - Cartumante (Cecília Ramos) - Depósito do Wes (Wesley Samp) - Larkness (Lark) - O Capirotinho (Guilherme Infante) - Razão Vs Emoção (Guilherme Bandeira) - Tirinhas de Helô D'Angelo (Helô D'Angelo) | [ 20 ] [ 21 ] |
| 2021 | Bife de Unicórnio Gabriel Dantas           | Bife de Unicórnio Gabriel Dantas           | Bife de Unicórnio Gabriel Dantas                          | - As Tiras de Pietro Soldi (Pietro Soldi) - Defeito de Fábrica (Rafa Figueiredo) - Flatlinner (Luciano Landim) - Guilherme Bandeira (Guilherme Bandeira) - Interpretando (Paulo Bruno) - Larkness (Lark) - Morte Crens (Gustavo Borges) - Na Mira da Lena (Luciano Freitas) - Raposa & Gengibre (Letícia Pusti) - Téo & o Mini Mundo (Caetano Cury) | [ 22 ] [ 23 ] |
| 2022 | As Tirinhas de Helô D'Angelo Helo D'Angelo | As Tirinhas de Helô D'Angelo Helo D'Angelo | As Tirinhas de Helô D'Angelo Helo D'Angelo                | - Batatinha Fantasma (Carol Borges e Filipe Remedios) - Cantinho do Caio (Caio Oliveira) - Capirotinho (Guilherme Infante) - Cartumante (Cecília Ramos) - Defeito de Fábrica (Rafa Figueiredo) - Depósito do Wes (Wesley Samp) - Insonez (Diego Sanchez) - Pietro Soldi: Tiras (Pietro Soldi) - Província Negra (Kaled Kanbour e Kris Zullo) - Sem Palavras: Reflexões em Tirinhas (Ademar Vieira)                                                                                   | [ 24 ] [ 25 ] |
| 2023 | Cartumante Cecília Ramos                   | Cartumante Cecília Ramos                   | Cartumante Cecília Ramos                                  | - Amigas (Tiago Lacerda) - As Tirinhas de Helô D'Angelo (Helô D'Angelo) - Batatinha Fantasma (Carol Borges e Filipe Remedios) - Eliolatria (E. Dias) - Nico (Lara Nicolau) - Novo Anormal (Carol Ito e Pietro Soldi) - O Mundo de Yang (Orlandeli) - Quadrinhos da Bruna Sudoski (Bruna Sudoski) - Quadrinhos feitos por artistas brasileiras para o site Mina de HQ (Várias autoras) - Téo & o Mini Mundo (Caetano Cury) - Will Tirando (Will Leite)                                | [ 26 ] [ 27 ] |